# Altbach (gmina)
Altbach – miejscowość i gmina w Niemczech, w kraju związkowym Badenia-Wirtembergia, w rejencji Stuttgart, w regionie Stuttgart, w powiecie Esslingen, wchodzi w skład związku gmin Plochingen. Leży nad Neckarem, ok. 5 km na wschód od centrum Esslingen am Neckar, przy drodze krajowej B10 i linii kolejowej InterCity Stuttgart–Ulm.